# Vehra
Vehra ist seit dem 31. Dezember 2019 ein Ortsteil der Gemeinde Straußfurt im Landkreis Sömmerda in Thüringen. Vorher gehörte Vehra seit dem 1. Juli 1950 als Ortsteil zu Henschleben.

## Lage
Das frühere Kirchdorf liegt südlich der Unstrut gegenüber von Straußfurt und ganz in der Nähe der Schleusentore des Unstrut-Rückhaltebeckens und östlich der Bundesstraße 4 und der Bahnstrecke Erfurt–Nordhausen im Thüringer Becken.

## Geschichte
Im Jahre 1208 wurde das Dorf erstmals urkundlich erwähnt. Etwa 1 km östlich von Vehra wurde durch Luftbildaufnahmen eine verschwundene Wallburg geortet: ein abgerundeter, viereckiger Ringgraben. Der Name Vehra (althochdeutsch ver = Fähre) geht zurück auf eine alte Fährverbindung an dieser Stelle über die Unstrut. Bereits im 9. Jahrhundert soll hier eine Kapelle gestanden haben. Im Jahre 1080 fand westlich von Vehra auf den „Mordäckern“ eine Schlacht zwischen den Truppen von König Heinrich IV. und dem Gegenkönig Rudolf statt, die Heinrich gewann. 1208 bestätigte König Otto IV. dem Zisterzienser-Kloster Pforta einen Meierhof mit Fischerei-Berechtigung namens vere. 1257 kam es zu einem Streit zwischen dem Pfarrer von Werningshausen und dem Kloster Pforta über das Bethaus in Vehra, in dessen Folge dem Pfarrer die Seelsorge in Vehra (und Henschleben) weiter zugebilligt wurde. Auf seinen bisherigen Zins musste er verzichten. Ein Dorf wurde aus Vehra erst seit dem 15. Jahrhundert. Nach Aufhebung des Klosters Pforta kam das Gut an die Familie von Selmnitz. Eine „Kirche bei dem Gute“ wurde 1623/24 unter Ernst Friedemann von Selmnitz erbaut. Ab 1689 sind verschiedene andere Gutsbesitzer-Familien zu verzeichnen. Im 19. Jahrhundert war es die Familie von Henning. Henschleben und Vehra gehörten bis 1815 als Exklaven zum kursächsischen Amt Eckartsberga. Durch die Beschlüsse des Wiener Kongresses kamen sie zu Preußen und wurden 1816 dem Landkreis Weißensee im Regierungsbezirk Erfurt der Provinz Sachsen zugeteilt, zu dem sie bis 1944 gehörten.
1830 wurde der Fährverkehr über die Unstrut eingestellt, da beim Bau einer Chaussee von Weißensee nach Erfurt eine Brücke errichtet wurde. 1863 hatte Vehra 231 Einwohner. Nach altem Brauch verehrten die Pfingstburschen und -Maiden aus Werningshausen dem Rittergutsbesitzer in Vehra am dritten Pfingstfeiertag einen Strauß. Dieser wurde auf einem Marsch mit Musik überbracht, der Dank bestand in einem Fass Bier und der Möglichkeit zum Tanz in Vehra. 1870 wurde die Sitte eingestellt.
1918 war Elise von Pommer Esche, genannt von Henning auf Schönhoff, die „Fideikommisherrin auf Vehra“. 1945 erfolgte die entschädigungslose Enteignung des Gutes Vehra. Der Rinderbestand des Gutes war tuberkulosefrei, so dass es das Städtische Krankenhaus in Erfurt beliefern durfte. Ein Teil der Wirtschaftsgebäude des ursprünglich stattlichen Vierseiten-Gutshofs, der zu einem VEG gehörte, verfiel später zu Ruinen. Am 1. Juli 1950 wurde Vehra nach Henschleben eingemeindet.
Im Jahre 1960 bekam der Ort eine gepflasterte Straße und Bürgersteige (bis zu dieser Zeit war nur der Abschnitt der durch den Ort Vehra verlaufenden heutigen L 2142 gepflastert). Gleichzeitig bekam der Ort seine erste Kanalisation, die nach wenigen Jahren wegen zu klein verlegter Rohrquerschnitte und dem zeitweise erhöhten Grundwasserspiegel (bedingt durch das Anstauen der Unstrut bei Hochwasser) stark überarbeitet werden musste.
Ende der siebziger Jahre erfolgte unter Beteiligung der Bürger der Bau einer Trinkwasserleitung sowie die Rekonstruktion der Dorfbeleuchtung.

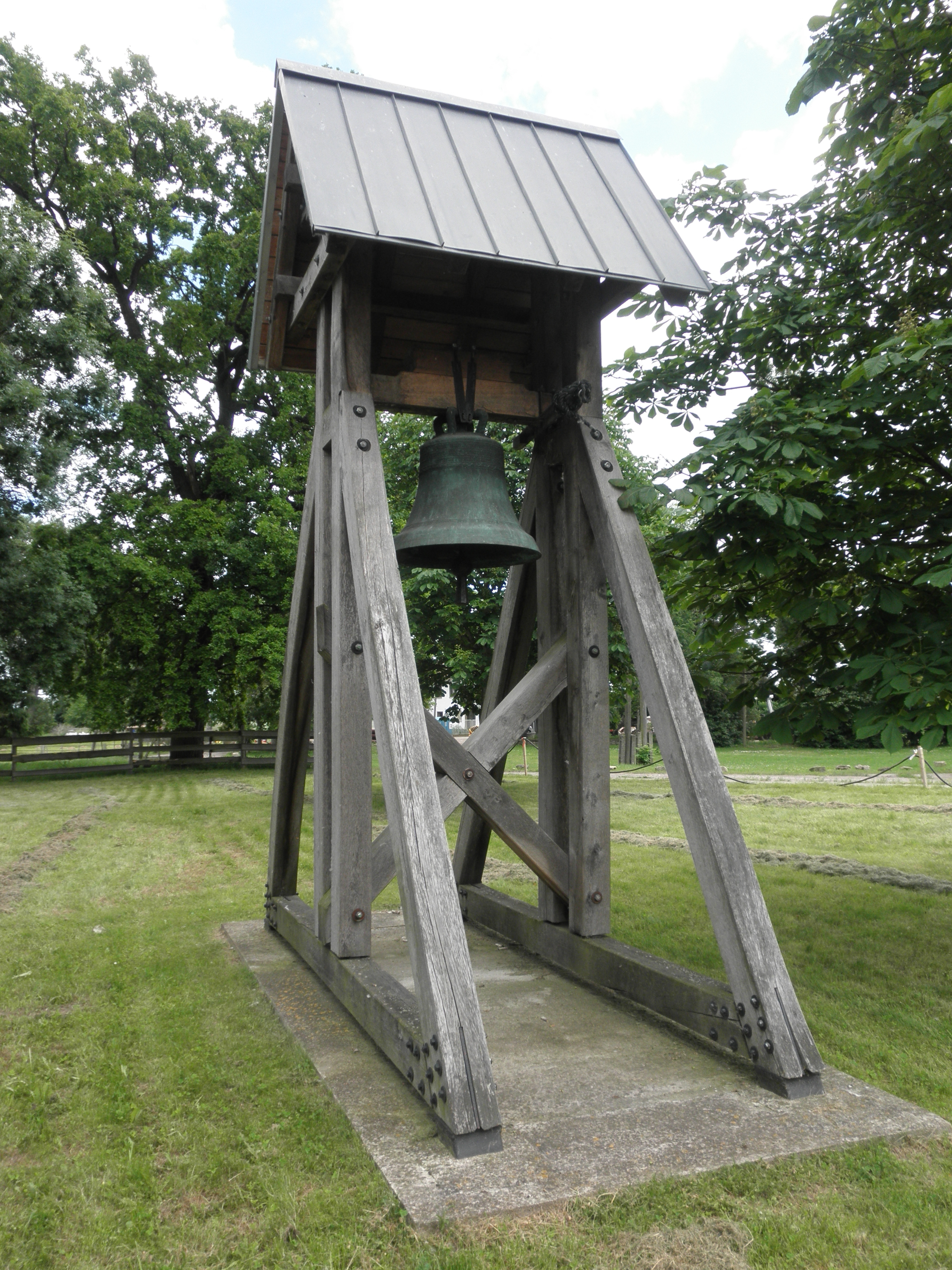
Glocke der in den 1970er Jahren abgerissenen Kirche in Vehra

In den 1970er Jahren fiel das Dach des Schiffs der Dorfkirche ein, woraufhin es abgetragen und der Kirchturm gesprengt wurde. Mit der Kirche ging ihre Innenausstattung verloren, darunter die in Stein gehauenen Ahnenwappen und Gedenktafeln, wie auch die Särge der Gutsbesitzer in der Gruft. Das Gelände wurde planiert. Nach der „Wende“ errichtete man auf der begrünten Fläche ein Holzgerüst mit einer der beiden Glocken der Kirche, allerdings ohne jeglichen Hinweis auf die frühere Kirche.
An der Bundesstraße 4 zwischen Vehra und Henschleben (ca. 300 m der Ortseinfahrt) befindet sich rechts eine kleine Baumgruppe. Hier stand hochwassersicher oberhalb der Unstrut eine Begräbniskapelle der Gutsbesitzer-Familien von Vehra. Die sterblichen Überreste der in Zinksärgen Beigesetzten wurden nach 1945 auf dem Ortsfriedhof von Vehra ohne Grabdenkmal beigesetzt. Neben der Kapelle stand ein kleines Wohnhaus und das gesamte Gelände um die Kapelle herum (einschließlich dieser) war Ende der 1940er bis Ende der 1950er Jahre eine „Neubauern-Wirtschaft“. Danach diente die Gruft als Kartoffelkeller der LPG, der übrige Raum als Lager. Erst in den achtziger Jahren, als seitens der LPG kein wirtschaftliches Interesse mehr an dem Gebäude bestand, wurde die Kapelle durch Vandalismus und Plünderung „abgetragen“. Es finden sich nur noch ungesicherte, ebenerdige Mauerreste zur Gruft. Auch hier erinnert keine Hinweistafel an die Geschichte des Platzes.
In Vehra steht vor einem Wirtschaftsgebäude des Guts ein Kriegerdenkmal für die gefallenen und vermissten Soldaten des Ersten Weltkriegs, nach der Wende ergänzt um eine Tafel für die Opfer des Zweiten Weltkriegs.
Vehra hatte Ende Dezember 2010 153 Einwohner. Am 31. Dezember 2019 wurde die Gemeinde Henschleben aufgelöst und Vehra wurde ein Ortsteil von Straußfurt.

## Sohn des Ortes
- Eduard von Selchow (1791–1868), Kammerherr und Rittergutsbesitzer